# Filaret de Moscou
Fiódor Nikítitx Romànov (rus: Фёдор Ники́тич Рома́нов) (n.1553 - 1 d'octubre del 1633) va ser un boiar que va esdevenir Patriarca de Moscou com a Filaret (rus: Филаре́т) i que va ser governant de facto durant el regnat del seu fill el Tsar Miquel I de Rússia.
Fill de Nikíta Romànovitx Zakharin-Iúriev, descendent de la Dinastia Romànov, va ser tutor de Teodor I de Rússia, fill del Tsar Ivan el Terrible.
A la mort del tsar, sense fills, va ser el principal candidat al tron, però qui va ser elegit va ser Borís Godunov, espòs de la filla de Maliuta Skuràtov, favorit d'Ivan el Terrible, que va ser artífex del desastre de la família de Fiódor en considerar-se una amenaça. Tres anys després de pujar al tron va obligar el boiar i la seva dona Ksénia Xestova a prendre els vots i a enclaustrar-se en un monestir amb els noms de Filaret i Marta. Filaret va ser forçat a la més rigorosa de les regles al monestir d'Antoniev de la Rússia septentrional, on va patir tot tipus d'ostigaments fins que Dimitri I "El Fals" va derrocar els Godundov, ell fou alliberat i nomenat arquebisbe metropolità de Rostov el 1605.
El 1609 és nomenat Patriarca de Totes les Rússies, encara que la seva jurisdicció es limitava a les terres que reconeixien el Tsar impostor. Va caure presoner de 1610 a 1619 del Rei de Polònia Segimon III Vasa, que li va refutar reconèixer el Tsar Dimitri com el legítim sobirà de Rússia, va ser alliberat en signar la Pau de Deulino el 13 febrer 1619 i el 2 de juny del mateix any es converteix en Patriarca reconegut.
Des de llavors, fins a la seva mort, el govern sobre les terres de Moscòvia va ser "de facto" una diarquia: des de 1619 a 1633 van ser dos corregents que van regnar, el tsar Miquel i el seu pare com Patriarca Filaret, que sovint tractava els temes d'estat sense consultar el seu fill.
Va fer créixer les arques del tresor amb un sistema més lògic i racionalista de recaptació d'impostos, la seva llei més important va ser l'obligació de la pagesia cap a la terra, una mesura en contra de la migració cada vegada més gran dels servents cap a les estepes, on no havien de pagar impostos.
El seu gran zel amb el camp religiós, moltes vegades condueix a Fiódor a excessos, de tota manera incentivar la publicació de tractats teològics, formant el nucli de la més tard famosa Biblioteca Patriarcal, i va ordenar que tots els Arquebisbes s'organitzessin un seminari per al clergat, fins i tot ell mateix, que va donar l'exemple. Un altre gran servei que va donar al seu país va ser la reorganització de l'exèrcit, amb l'ajuda d'oficials estrangers.
La seva mort, l'octubre de 1633 va posar fi a la Guerra russopolonesa (1632-1633), fent que l'autoritat del Tsar decaigués en no comptar amb el suport del seu pare.

## Fills
Amb la seva dona Ksénia Xestova va tenir 6 fills:
- Boris (? - 30 de novembre de 1592)
- Nikita (? - 9 de desembre de 1593)
- Lev (? - 1 d'octubre de 1597)
- Tatiana (? - 14 novembre 1611), casada amb el Príncep Ivan Michailovich Katyrev-Rostovski
- Miquel (12 de juliol de 1596 - 12 de juliol de 1645), casat primer amb Maria Vladimirovna Dolgoruki i després amb Eudòxia Lukianowna Streschnewa (1608-1645).
- Ivan (? - 17 de juny de 1599)